# Gilbert Dahan
Gilbert Dahan (Casablanca, 21 de maig del 1943) és un historiador de les religions francès.

## Biografia
Dahan és director de recerca al Centre Nacional de la Recerca Científica (CNRS) i a l'École pratique des hautes études (EPHE), membre emèrit del Laboratori d'Estudis del Monoteisme i sobretot un medievalista reconegut. Els seus treballs van renovar els estudis sobre l'exegesi de la Bíblia a l'Occident cristià durant l'edat mitjana.
També és un dels especialistes en l'obra de Bernhard Blumenkranz.

## Publicacions principals
- Les Intellectuels chrétiens et les Juifs au Moyen Âge, Cerf, París 1990, 648 p.
- La polémique chrétienne contre le judaïsme au Moyen Âge, Albin Michel, París, 1991, 148 p.
- La rhétorique d'Aristote : traditions et commentaires de l'Antiquité aux segle xii (sous la direction de G. Dahan et I. Rosier-Catach), Vrin, París, 1998, 360 p.
- L’Exégèse chrétienne de la Bible en Occident médiéval, xiie-xive siècles, Cerf, París, 1999, 490 p.
- Le brûlement du Talmud à Paris 1242 - 1244 (sota la direcció de Gilbert Dahan), Cerf, París,
- Les Mages et les Bergers (en collaboration), Cerf, París, 2000, 128 p.
- L'Occident médiéval, lecteur de l'Écriture, Cerf, París, 2001, 100 p.
- L'Expulsion des Juifs de France (1394) sota la direcció de Gilbert Dahan, Cerf, París, 2004, 272 p.
- Lire la Bible au Moyen Âge - Essais d'herméneutique médiévale, Droz, Ginebra, 2009, 448 p.
- L’Épître de Jacques dans sa tradition d'exégèse, Cerf, París, 2012, 162 p.